# جنینه، حماة
جنینه (به عربی: جنینة) یک روستا در سوریه است که در ناحیه حمرا واقع شده‌است. جنینه ۱٬۳۸۸ نفر جمعیت دارد.